# Liste der Ortsteile im Landkreis Neuwied

Wappen LK Neuwied

Die Liste der Orte im Landkreis Neuwied enthält die Städte, Verbandsgemeinden, Ortsgemeinden und Gemeindeteile im Landkreis Neuwied in Rheinland-Pfalz.
Es handelt sich dabei um das amtliche Verzeichnis der Gemeinden und Gemeindeteile und setzt sich zusammen aus dem vom Statistischen Landesamt Rheinland-Pfalz geführten amtlichen Namensverzeichnis der Gemeinden und dem vom Landesamt für Vermessung und Geobasisinformation Rheinland-Pfalz geführten amtlichen Verzeichnis der Gemeindeteile.

## Neuwied, Stadt
Gemeindeteile in der großen kreisangehörigen Stadt Neuwied:
- Altwied
- Kümmelberg
- Laubachsmühle
- Meinhof
- Engers
- Feldkirchen
- Gebranntehof
- Gladbach
- Alteck
- Heimbach-Weis
- Block
- Burghof
- Sayntal
- Irlich
- Neuwied
- Niederbieber
- Torney
- Oberbieber
- Aubachtal
- Rodenbach
- Segendorf
- Monrepos

## Verbandsgemeinde Asbach
Gemeinden und Gemeindeteile in der Verbandsgemeinde Asbach:
- Asbach, Ortsgemeinde
  - Asbach, Ortsteil
  - Bennau (ehemals Gemeinde Elsaff)
  - Bennauermühle (ehemals Gemeinde Elsaff)
  - Büsch
  - Drinhausen (ehemals Gemeinde Elsaff)
  - Germscheid (ehemals Gemeinde Elsaff)
  - Hofen (ehemals Gemeinde Elsaff)
  - Köttingen (ehemals Gemeinde Elsaff)
  - Limberg (ehemals Gemeinde Elsaff)
  - Meierseifen (ehemals Gemeinde Elsaff)
  - Pees (ehemals Gemeinde Elsaff)
  - Rauenhahn (ehemals Gemeinde Elsaff)
  - Rauenhahnermühle (ehemals Gemeinde Elsaff)
  - Rindhausen (ehemals Gemeinde Elsaff)
  - Schluten (ehemals Gemeinde Elsaff)
  - Limbach
  - Ditscheid
  - Graben
  - Hussen
  - Krumbach
  - Löhe
  - Sessenhausen
  - Wester
  - Zurheiden
  - Schöneberg
  - Altenburg
  - Altenhofen
  - Dasbach
  - Diefenau
  - Dinspel
  - Ehrenstein
  - Heckenhahn
  - Heide
  - Hinterplag
  - Kalscheid
  - Kaltehöhe
  - Kapaunsmühle
  - Krankel
  - Krumbachsmühle
  - Krumscheid
  - Niedermühlen
  - Oberplag
  - Reeg
  - Straßen
  - Thelenberg
  - Wilsberg
- Buchholz (Westerwald)
  - Diepenseifen (ehemalige Gemeinde Elsaff)
  - Krummenast (ehemalige Gemeinde Elsaff)
  - Muß (ehemalige Gemeinde Elsaff)
  - Oberelles (ehemalige Gemeinde Elsaff)
  - Sauerwiese (ehemalige Gemeinde Elsaff)
  - Unterelles (ehemalige Gemeinde Elsaff)
  - Griesenbach
  - Elles
  - Irmeroth
  - Mendt
  - Oberscheid
  - Vierwinden
  - Wallau
  - Krautscheid
  - Buchholz
  - Dammig
  - Hammelshahn
  - Jungeroth
  - Kölsch-Büllesbach
  - Priestersberg
  - Seifen
  - Wertenbruch
- Neustadt (Wied)
  - Bühlingen
  - Brüchen
  - Ehrenberg
  - Etscheid
  - Hammerhof
  - Krummenau
  - Niederetscheid
  - Oberetscheid
  - Prangenberg
  - Rüddel
  - Thalhof
  - Vogtslag
  - Neustadt
  - Altenhütte
  - Bertenau
  - Borscheid
  - Dasbach
  - Dinkelbach (ehemals Gemeinde Elsaff)
  - Eilenberg
  - Grube Ferdinand
  - Fernthal
  - Funkenhausen
  - Grübelsberg
  - Grübelshof
  - Telegraf
  - Hombach
  - Hombachsmühle
  - Jungfernhof
  - Kodden (ehemalige Gemeinde Elsaffthal)
  - Manroth
  - Mettelshahn, Gaststätte
  - Mittelelsaff (ehemalige Gemeinde Elsaffthal)
  - Neschen
  - Neschermühle
  - Obereilenberg
  - Oberelsaff (ehemalige Gemeinde Elsaffthal)
  - Rott (ehemalige Gemeinde Elsaffthal)
  - Rotterheide (ehemalige Gemeinde Elsaffthal)
  - Steeg (ehemalige Gemeinde Elsaffthal)
  - Steinshof
  - Unterelsaff (ehemalige Gemeinde Elsaffthal)
  - Wahrenberg (ehemalige Gemeinde Elsaffthal)
  - Wied (ehemalige Gemeinde Elsaffthal)
  - Wiedmühle (ehemalige Gemeinde Elsaffthal)
  - Wölsreeg (ehemalige Gemeinde Elsaffthal)
  - Rahms
  - Ammerich
  - Gerhardshahn
  - Grube Anxbach
  - Niederhoppen, Hof
  - Oberhoppen
  - Panau
  - Paffhausen
  - Scharenberg
  - Strauscheid
  - Weißenfels
- Windhagen
  - Rederscheid
  - Fischerhaus im Appental
  - Frohnen
  - Günterscheid
  - Hallerbach
  - Hohn
  - Köhlershohn
  - Schweifeld
  - Windhagen
  - Adamstal
  - Birken
  - Hüngsberg
  - Johannisberg
  - Stockhausen

## Verbandsgemeinde Bad Hönningen
Gemeinden und Gemeindeteile in der Verbandsgemeinde Bad Hönningen:
- Bad Hönningen, Stadt
  - Arenfels, Schloss und Häusergruppe
  - Ariendorf
  - Girgenrath
  - Homborn
  - Reidenbruch
  - Schafstall
- Hammerstein
  - Forsthof
  - Niederhammerstein
  - Oberhammerstein
  - Weierhof
- Leutesdorf
  - Haus Haselberg
  - Hubertusburg
  - Jakobshof
  - Kloster Johannesburg
  - Marienburg
  - Windhausen
- Rheinbrohl
  - Annahof
  - Arienheller
  - Berghof
  - Christinenhöhe
  - Dielsberg
  - Hartmannshof
  - Haus Bergfriede
  - Haus Forst
  - Jagdhaus Wilhelmsruh
  - Lampenthalerhof
  - Magdalenenhof
  - Zur alten Mühle

## Verbandsgemeinde Dierdorf
Gemeinden und Gemeindeteile in der Verbandsgemeinde Dierdorf:
- Dierdorf, Stadt
  - Brückrachdorf
  - Eichenhof
  - Weidenbuschhof
  - Dierdorf
  - Schloßparkhof
  - Birkenhof
  - Elgert
  - Wiedischhausen
  - Giershofen
  - Hof Roth
  - Rother Hof
  - Wienau
- Großmaischeid
  - Großmaischeid
  - Ommelsbachermühle
  - Schloss Sayneck
  - Gutscheider Hof
  - Kausen
- Isenburg
  - Isenburg, Siedlung
  - Lachnitsmühle
- Kleinmaischeid
  - Kettemers Mühle
- Marienhausen
  - Lindenhof
  - Marienhof
- Stebach
  - Waldhof

## Verbandsgemeinde Linz am Rhein
Gemeinden und Gemeindeteile in der Verbandsgemeinde Linz am Rhein:
- Dattenberg
  - Arnsau
  - Brochenbach
  - Ginsterhahn
  - Hähnen
  - Heeg
  - Ronig
  - Wallen
- Kasbach-Ohlenberg
  - Kasbach
  - Ohlenberg
  - Obererl
  - Untererl
- Leubsdorf
  - Haus Wallen
  - Hesseln
  - Hubertushof
  - Krumscheid
  - Rothekreuz
- Linz am Rhein, Stadt
  - Alt Rennenberg I
  - Berkenhof
  - Burg Ockenfels
  - Dickert
  - Gut Frühscheid
  - Kretzhaus
  - Peterhof
  - Roniger Hof
  - Schloss Rennenberg
  - Schmitzhöfe
  - Stuxhof
  - Wiesentaler Hof
- Ockenfels
  - Blumenau
- Sankt Katharinen (Landkreis Neuwied)
  - Hargarten
  - Ginsterhahn
  - Grendel
  - Kaimig
  - Noll
  - Lorscheid
  - Alsau
  - Brochenbach
  - Hinterlorscheid
  - Homscheid
  - Kreuzchen
  - Ramheckhöfe
  - Rödder
  - Rödderhof
  - Sengenau
  - Steinshardt
  - Strödt
  - Notscheid
  - Hilkerscheid
  - Klostermühl, Kausemannsmühle
- Vettelschoß
  - Kalenborn
  - Kau
  - Klaushof
  - Kretzhaus
  - Oberelsaff
  - Oberwillscheid
  - Seiferhof
  - Willscheid
  - Willscheiderberg

## Verbandsgemeinde Puderbach
Gemeinden und Gemeindeteile in der Verbandsgemeinde Puderbach:
- Dernbach
  - Haus Beulseck
  - Steinbacher Hof
- Döttesfeld
  - Bauscheid
  - Döttesfeld
  - Breitscheid
  - Hoffnungstal, Villa
  - Oberähren
- Dürrholz
  - Daufenbach
  - Muscheid
  - Werlenbach
- Hanroth
  - Hanroth-Süd, Hedwigsthal
- Harschbach
  - Im Luch
  - Kochhof
- Linkenbach
  - Straßenchrist, Gaststätte
  - Birkhof
  - Breitheider Hof
  - Wonnenberger Hof
- Niederhofen
- Niederwambach
  - Ascheid
  - Udertsmühle
  - Lahrbach
  - Niederwambach
  - Breibach
  - Forsthaus Lichtenthal
  - Seyen
- Oberdreis
  - Dendert
  - Guter Trunk Marie, Tonzeche
  - Lautzert
  - Sonnenhof
- Puderbach
  - Haberscheid
  - Niederdreis
  - Niederdreisermühle
  - Puderbach
  - Reichenstein
  - Richert
  - Strunkeich
- Ratzert
  - Brubbach
  - Waldhof
- Raubach
  - Brechhofen
  - Hedwigsthal, Fabrik
- Rodenbach bei Puderbach
  - Neitzert
  - Udert
- Steimel
  - Steimel
  - Alberthofen
  - Niederwambachermühle
  - Sensenbach
  - Weroth
  - Berghof
  - Birkenhof
  - Luisenhof
  - Marthaheim
- Urbach
  - Kirchdorf
  - Überdorf
- Woldert
  - Hilgert
  - Haus Osterberg
  - Woldert

## Verbandsgemeinde Rengsdorf-Waldbreitbach
Gemeinden und Gemeindeteile in der Verbandsgemeinde Rengsdorf-Waldbreitbach:
- Anhausen
  - Bergmannshof
  - Forsthaus
  - Forsthaus Braunsburg
  - Petershof
  - Rosenhof
- Bonefeld
  - Beim Mohrenhaus
  - Birkenhof
  - Bonefelder Höhe
  - Mittelheidehof
  - Rüllbach, Jagdhaus
  - Tannenhof
- Breitscheid
  - Birkenhof
  - Bleischeid
  - Dasbach
  - Elsbach
  - Elsbach, Jagdhaus
  - Fichtelshohn
  - Fockenbachsmühle
  - Gersthahn
  - Gersthahnsmühle
  - Goldscheid
  - Hochscheid
  - Hollig
  - Nassen
  - Siebenmorgen
  - Verscheid
- Hausen (Wied)
  - Bitze
  - Bremscheid
  - Frorath
  - Hähnen
  - Langscheid
  - Mahlberg
  - Margaretenhof
  - Marienhof
  - Muscheiderhof
  - Reuschenbach
  - Sankt Josefshaus, Kloster
  - Seidenhahn
  - Sohl
  - Solscheid
  - Stopperich
  - Wallbachsmühle (ehem.Gem.Dattenberg)
  - Weißfeld
  - Westerwaldklinik Waldbreitbach
- Datzeroth
  - Forsthaus Friedrichstal
  - Haus Grenzelberg
- Ehlscheid
  - Forsthaus Gommerscheid
  - Hof Talblick
  - Talhof
- Hardert
- Hümmerich
  - Hümmericher Mühle
  - Karlshof
  - Niederhümmerich
  - Oberhümmerich
- Kurtscheid
  - Eichenhof
  - Escherwiese
- Meinborn
- Melsbach
- Niederbreitbach
  - Ackerhof
  - Bürder
  - Clemenshütte
  - Hegerhof
  - Forsthaus Nonnenbach
  - Kelterhof
  - Kurtenacker
  - Wolfenacker
- Oberhonnefeld-Gierend
  - Gierend
  - Gierenderhöhe
  - Oberhonnefeld
- Oberraden
  - Niederraden
  - Oberraden
  - Jagdhaus
- Rengsdorf
  - Glockenhof
  - Obere Mühle
  - Untere Mühle
- Roßbach
  - Lache
  - Niederbuchenau
  - Oberbuchenau
  - Reifert
  - Scheuerchen
  - Schimmelshahn
  - Spreitchen
- Rüscheid
  - Rehhof
- Straßenhaus
  - Ellingen
  - Jahrsfeld
  - Jahrsfeldermühlen
  - Niederhonnefeld
- Thalhausen
  - Mühlenhof
  - Thalhauser Mühle
- Waldbreitbach
  - Antoniushaus, Heilstätte
  - Gasbitze
  - Glockscheid
  - Gutshof
  - Marienhaus, Kloster
  - Over
  - Rabental
  - Schloß Walburg
  - Wüscheid

## Verbandsgemeinde Unkel
Gemeinden und Gemeindeteile in der Verbandsgemeinde Unkel:
- Bruchhausen
  - Sankt Marienberg, Haus
- Erpel, Gemeinde
  - Erpel, Ortsteil
  - Erpeler-Ley-Plateau
  - Reifstein
  - Sankt Severinsberg, Bierbrauerei
  - Orsberg
- Rheinbreitbach
  - Rolandsmühle
  - Rottlandhof
  - Ziegelei, Häusergruppe
- Unkel, Stadt
  - Burg Vilzelt, Hof
  - Haanhof
  - Heister
  - Hohenunkel, Hof und Erholungsheim
  - Scheuren
  - Stuxhöhe